# Mark Vlijm
Mark Vlijm (Hoorn, 22 de setembre de 1977) va ser un ciclista neerlandès que fou professional del 2002 al 2004.

## Palmarès
- 2002
  - 1r a l'Omloop der Kempen
  - Vencedor d'una etapa a l'Olympia's Tour
  - Vencedor de 3 etapes al Tour of Beijing
- 2003
  - 1r a la Ster van Zwolle
  - 1r al Beverbeek Classic